# The Hillbilly Bears
The Hillbilly Bears (no Brasil: Zé Buscapé) é um desenho animado produzido por Hanna-Barbera em 1965. Passava no show da A Formiga Atômica e do Esquilo sem Grilo. Em seus primeiros episódios, o personagem principal Zé Buscapé falava de um jeito em que ninguém entendia entretanto esse formato foi corrigido pouco depois fazendo com que Zé melhorasse um pouco em seus diálogos.

## História
O desenho mostrava uma família de ursos hillbilly que moravam no campo, gostavam de paz e sossego e estavam sempre defendendo suas terras de possíveis invasores, atirando com suas espingardas em qualquer coisa que se movesse.
Com aquele sotaque bem enrolado, como que se estivesse sempre com uma folha de capim na boca, A Família Buscapé, era um clã que morava nas montanhas e passava o tempo todo dançando ao som do banjo.
Zé Buscapé, o chefe da família, passava a maior parte de seu tempo cochilando em sua rede na varanda, acordando apenas para afastar algum intruso de sua propriedade com a espingarda. Ninguém esquece daquele resmungado estranho e mal-humorado que ele emitia: “#@& &$# @!@!$$##!!!”. Já a mãe Buscapé Bié, ficava sempre com seu lencinho na cabeça, fumando seu cachimbo e cuidando da casa, por isso mesmo a batalhadora ursa ficava irritada com a preguiça do marido e reclamava: “Vamu lá Zé! Vamu home, acorda!”. Já os pequenos ursos Florzinha e Chapeuzinho, filhos do casal, estavam constantemente fugindo das responsabilidades.
Junta, a família Buscapé passava por inúmeras aventuras, das mais absurdas às mais comuns, em seu dia-a-dia no pequeno ranchinho. O engraçado da série era ver algum choque de culturas acontecendo na história quando um visitante da cidade aparecia no rancho tendo que assistir os hábitos pouco educados dos ursos, ou ainda a eterna rixa dos Buscapés contra os vizinhos de cerca, os Hoppers.
Uma família de ursos muito engraçada com 4 membros:
- Zé Buscapé,
- Bié Buscapé
- Chapéuzinho
- Florzinha

Zé Buscapé sempre resmungando, se encontra deitado em uma rede, dormindo, Bié, sua esposa, sempre reclama da preguiça de seu marido, e sempre o acorda!

## Informações
Foi exibida nos Estados Unidos na Rede ABC entre 1965 e 67. No Brasil passou em emissoras como TV Tupi, TV Manchete, TV Bandeirantes e Boomerang. Atualmente vai ao ar no Tooncast.

## Dubladores

### Nos Estados Unidos
- Zé Buscapé: Henry Colden
- Bié Buscapé e Florzinha: Jean Vander Pyl
- Chapéuzinho: Don Messick

### No Brasil
- Zé Buscapé: Pietro Mário
- Bié Buscapé: Glória Landany
- Chapéuzinho: Carmen Sheila
- Florzinha: Miriam Thereza

## Bordões
- Zé Buscapé: Sempre resmungando, usa sempre o bordão: "@%#%@%",[3] afinal ninguém entendia bem o que ele falava.
- Bié Buscapé: "Vamos lá Zé! Vamos homem, acorde!"